# Geografija Gvatemale
Gvatemala je gorata, razen južnega obalnega območja in prostranega severnega nižavja departmaja Petén. Država je v Srednji Ameriki in na severu in zahodu meji na Mehiko, na vzhodu na Belize in Honduraški zaliv, na vzhodu na Honduras, na jugovzhodu na Salvador in na jugu na Tihi ocean. Dve gorski verigi vstopita v Gvatemalo od zahoda proti vzhodu in državo delita na tri glavne regije: višavje, kjer so gore; pacifiška obala, južno od gora; in apnenčasto planoto v regiji Petén, severno od gora. Ta območja se razlikujejo po podnebju, nadmorski višini in pokrajini, kar zagotavlja dramatična nasprotja med vročimi in vlažnimi tropskimi nižavji ter visokogorskimi vrhovi in dolinami.

## Regije
Južni rob zahodnega višavja zaznamuje Sierra Madre de Chiapas, ki se razteza od mehiške meje proti jugu in vzhodu ter se nadaljuje v nižjih legah proti Salvadorju. Za gorsko verigo so značilni strmi vulkanski stožci, vključno z vulkanom Tajumulco 4220 m, najvišjo točko v državi in Srednji Ameriki. Vseh 37 gvatemalskih vulkanov (3 od njih so aktivni: Pacaya, Santiaguito in Fuego) je v tej gorski verigi in jih je veliko v visokogorju.
Severna veriga gora se začne blizu mehiške meje z verigo Sierra de los Cuchumatanes, nato pa se razteza proti vzhodu skozi pogorja Chuacús in Chamá, navzdol do pogorij Santa Cruz in Minas, blizu Karibskega morja. Severne in južne gore ločuje dolina Motagua, kjer reka Motagua in njeni pritoki odtekajo iz visokogorja v Karibe in so plovne na spodnjem koncu, kjer tvorijo mejo s Hondurasom.
Reke so kratke in plitke v pacifiškem povodju, večje in globlje, kot so Polochic, ki se izliva v jezero Izabal, Río Dulce, Motagua in Sarstún, ki tvori mejo z Belizejem v Karibih in povodjem Mehiškega zaliva (Usumacinta, ki tvori mejo med Chiapasom v Mehiki in Peténom ter njegovimi pritoki, kot sta La Pasión in San Pedro.
Večina večjih mest je v višavju. Večja mesta so glavno mesto Gvatemala (mesto), nadmorska višina 1500 m (osrednje višavje), Antigua Gvatemala, nadmorska višina 1530 m (osrednje višavje), Quetzaltenango, nadmorska višina 2350 m (zahodno višavje) in Puerto Barrios na karibski obali. Največje jezero Izabal (589,6 km²) je blizu karibske obale. Vulkan Tajumulco, 4220 m, najvišja točka Srednje Amerike, je v zahodnem departmaju San Marcos.
Zadnji večji potres je bil 4. februarja 1976 in je v osrednjem višavju zahteval več kot 23.000 življenj.

## Podnebje
V Pacifiku in nižavju Petén je podnebje vroče in vlažno. V visokogorju je bolj zmerno, na vrhu pogorja Cuchumatanes do ledeno mrzlo, v najbolj vzhodnih departmajih pa vroče/suho.
Gvatemala je zaradi lege v Karibskem morju in Tihem oceanu tarča orkanov, vključno z orkanom Mitch leta 1998 in orkanom Stan oktobra 2005, ki sta zahtevala več kot 1500 življenj. Škoda ni nastala zaradi vetra, temveč zaradi poplav in zemeljskih plazov.
Podnebne spremembe v Gvatemali so resen problem, saj velja za eno od 10 držav, ki so najbolj ranljive za učinke podnebnih sprememb. Leta 2010 se je Gvatemala »uvrstila na drugo mesto na svetu po indeksu globalnega podnebnega tveganja, ki kaže stopnjo izpostavljenosti in ranljivosti za ekstremne dogodke.« Tako komercialna kmetijska proizvodnja kot samooskrbno kmetovanje sta upadli, zato se samooskrbnim kmetom zdi bolj težko najdejo delo kot dnevni delavci, ko njihova lastna žetev propade. Približno 300.000 samooskrbnih kmetov je leta 2018 poročalo o izgubi pridelka zaradi suše. Približno polovica gvatemalske delovne sile je v kmetijskem sektorju. Slab pridelek zaradi podnebnih sprememb je bil opredeljen kot dejavnik pri preseljevanju v ZDA.

## Geografski podatki
Geografske koordinate15°30′N 90°15′W / 15.500°N 90.250°W
Reference zemljevidovSrednja Amerika in Karibi
Površina
- skupaj: 108.889 km²
- kopno: 107.159 km²

Kopenske meje
- Skupaj: 1667 km
- Mejne države: Belize 266 km, Salvador 199 km, Honduras 244 km, Mehika 958 km

Obala  400 km
Pomorske zahteve
- Teritorialno morje: 12 nmi (22 km)
- Izključna ekonomska cona: 114.170 km² in 200 nmi (370 km)
- Ekontinentalni pas: 200 m globine oziroma do globine izkoriščanja

Ekstremne točke
- Najsevernejša točka – meja z Mehiko, departma Petén
- Najjužnejša točka – meja s Salvadorjem, blizu Garita Chapina, departma Jutiapa
- Najzahodnejša točka – meja z Mehiko na pacifiški obali, departma San Marcos
- Skrajna vzhodna točka – meja s Hondurasom, departma Izabal
- Najnižja točka – Tihi ocean in Karibsko morje: 0 m
- Najvišja točka – vulkan Tajumulco: 4220 m

Naravni viri
- nafta, nikelj, redki gozdovi, ribe, čikel, hidroelektrarne

Raba tal
- Njive: 14,32 %
- Trajni nasadi: 8,82 %
- Drugo: 76,87 % (ocena 2012)
- Namakana zemlja 3121 km² (2003)

Skupni obnovljivi vodni viri
- 111,3 km³ (2011)

Črpanje sladke vode (gospodinjski/industrijski/kmetijski)
- skupaj: 3,46 km³/leto (15 %/31 %/54 %)
- na prebivalca: 259,1 m³/leto (2006)

Naravne nevarnosti
- Več aktivnih vulkanov, občasni močni potresi; Karibska obala izpostavljena orkanom in drugim tropskim nevihtam, ki povzročajo poplave, blatne tokove in zemeljske plazove

Okolje – aktualna vprašanja
- krčenje gozdov; erozija tal; onesnaževanje vode

Okolje—mednarodni sporazumi
- Pogodbenica: Pogodba o Antarktiki, biotska raznovrstnost, podnebne spremembe, podnebne spremembe-Kjotski protokol, dezertifikacija, ogrožene vrste, okoljske spremembe, nevarni odpadki, pomorsko pravo, odlaganje odpadkov v morje, prepoved jedrskih poskusov, zaščita ozonskega plašča, onesnaževanje z ladij (MARPOL 73/ 78), Mokrišča
- Podpisan, vendar ne ratificiran: Antarktično-okoljski protokol